# سیلم (میزوری)
سیلم (به انگلیسی: Salem) یک شهر در ایالات متحده آمریکا است که در شهرستان دنت، میزوری واقع شده‌است. سیلم ۸٫۲۴ کیلومتر مربع مساحت و ۴٬۹۵۰ نفر جمعیت دارد و ۳۶۱ متر بالاتر از سطح دریا قرار دارد.